# China Women's Open
Het China Women's Open is een jaarlijks golftoernooi voor vrouwen in China, dat deel uitmaakt van de China LPGA Tour en de LPGA of Korea Tour. Het werd opgericht in 2007 en vindt sindsdien telkens plaats op de Orient Xiamen Golf & Country Club in Shenzhen. Het werd ook georganiseerd onder de naam China Ladies Open
Het wordt gespeeld in een strokeplay-formule van drie ronden (54-holes).

## Winnaressen
| Jaar                       | Winnares          | Score             | Score             | Info                            |
| China Ladies Open          | China Ladies Open | China Ladies Open | China Ladies Open | China Ladies Open               |
| -------------------------- | ----------------- | ----------------- | ----------------- | ------------------------------- |
| 2006                       | Jiyai Shin        | 271               | –17               |                                 |
| 2007                       | Jiyai Shin        | 203               | –13               | Ingekort tot een 54-holes event |
| Orient China Ladies Open   |                   |                   |                   |                                 |
| 2008                       | Choi He-yong      | 205               | –11               |                                 |
| 2009                       | Ryu So-yeon       | 211               | –5                |                                 |
| Hyundai China Ladies Open  |                   |                   |                   |                                 |
| 2010                       | Kim Hae-youn      | 212               | –4                |                                 |
| 2011                       | Kim Hae-youn      | 210               | –6                |                                 |
| 2012                       | Kim Hyo-joo       | 205               | –11               |                                 |
| Hyundai China Women's Open |                   |                   |                   |                                 |
| 2013                       | Jang Ha-na        | 213               | –3                |                                 |
| 2014                       | Kim Hyo-joo       | 202               | –14               |                                 |

| Toernooirecord (54-holes) |  | po = winnares na play-off |

 Lotte Mart Women's Open ·
 Nexen Saint Nine Masters ·
 Edaily Ladies Open ·
 Woori Ladies Championship ·
 Doosan Match Play Championship ·
 E1 Charity Open ·
 Lotte Cantata Women's Open ·
 S-OIL Champions Invitational ·
 Korea Women's Open ·
 Kumho Tire Women's Open ·
 Jeju Samdasoo Masters ·
 Hanwha Finance Classic ·
 KyoChon Honey Ladies Open ·
 Nefs Masterpiece ·
 MBN Women's Open ·
 Charity High1 Resort Open ·
 YTN-Volvik Women's Open ·
 KLPGA Championship ·
 Daewoo Classic ·
 Pak Se-ri Invitational ·
 Hite Championship ·
 LPGA KEB-HanaBank Championship ·
 KB Star Championship ·
 Seoul Ladies Classic ·
 ADT CAPS Championship ·
 Chosun Ilbo Championship ·
 China Women's Open